# Parsonsia heterocapsa
Parsonsia heterocapsa är en oleanderväxtart som beskrevs av Harry Howard Barton Allan. Parsonsia heterocapsa ingår i släktet Parsonsia och familjen oleanderväxter. Inga underarter finns listade i Catalogue of Life.